# RBE-2
RBE-2는 프랑스 최신 전투기 다소 라팔의 탑재 레이더로, 서유럽에서 유로파이터 타이푼의 CAPTOR 다음가는 성능을 가진 고성능 레이더이다.

## 레이더 성능
- RBE-2 (PESA) 탐지거리 : 150km(RCS 10m2 크기 목표물), 130km(RCS 5m2 크기 목표물)
- RBE-2 (AESA) 탐지거리 : 200km(RCS 10m2 크기 목표물), 158km(RCS 5m2 크기 목표물)
- 제조국가 :  프랑스
- 탑재기종 : 다소 라팔

## 같이 보기
- J/APG-1
- CAPTOR
- AN/APG-77
- AN/APG-81
- AN/APG-80
- AESA